# Millville (Ohio)
Millville é uma vila localizada no estado norte-americano de Ohio, no Condado de Butler.

## Demografia
Segundo o censo norte-americano de 2000, a sua população era de 817 habitantes.
Em 2006, foi estimada uma população de 882, um aumento de 65 (8.0%).

## Geografia
De acordo com o United States Census Bureau tem uma área de
1,5 km², dos quais 1,5 km² cobertos por terra e 0,0 km² cobertos por água. Millville localiza-se a aproximadamente 189 m acima do nível do mar.

## Localidades na vizinhança
O diagrama seguinte representa as localidades num raio de 16 km ao redor de Millville.